# Óláfr Geirstaðaálfr Haraldsson
Óláfr Digerbein Haraldsson, detto Geirstaðaálfr (in norvegese: Olaf Geirstadalf Haraldsson; dopo l'872 – Tønsberg, 934), fu prima re di Vingulmork poi re di Ranrike quindi re di Vestfold e quindi di Vík.

## Biografia
Óláfr Digerbein Haraldsson detto "Elfo di Geirstaðir" (Geirstaðaálfr) fu il primo figlio di re Harald I Bellachioma e Svanhildr, figlia di Eysteinn, jarl di Hedmark. Non è noto dove e quando nacque ma verosimilmente dopo l'872, anno della battaglia di Hafrsfjord. Come tutti i figli di Harald, trascorse la giovinezza nella casa materna.
Attorno al 900, quando re Harald aveva ormai all'incirca cinquant'anni, per cercare di placare le continue liti intestine tra i suoi figli e gli jarl, decise di accontentarli conferendo a tutti loro il titolo di re e divise il regno in vari potentati minori le cui rendite sarebbero spettate per metà a lui e per metà al sovrano locale, inoltre ai figli sarebbe stato concesso di sedere sotto il suo seggio ma sopra quello degli jarl. A Óláfr toccò il regno di Vingulmark. Questa decisione permise di ridurre temporaneamente le lotte intestine tra i figli di Harald ma non di risolvere il nodo della successione al trono, per la quale sorsero nuovi contrasti. Era infatti volontà del re di Norvegia che il suo erede fosse Eiríkr Blódøx, il figlio che più amava sebbene non il primogenito, tuttavia gli abitanti del Trøndelag gli preferivano Hálfdan il Nero mentre quelli di Vík e dell'Oppland propendevano per Guthormr e, dopo la sua morte, prima per Björn poi per Óláfr. Pochi mesi dopo essere stato nominato re infatti il fratellastro Guthormr morì in battaglia affrontando la flotta di Sölvi il Fenditore (Klofi) presso la foce del fiume Göta e Óláfr gli subentrò in qualità di re di Ranrike.
Nel 927 Eiríkr approfittò dell'assenza dei gemelli Hálfdanr e di un pretesto riguardante il versamento delle tasse dovute a re Harald per eliminare il fratello Björn, re del Vestfold, molto popolare tra la sua gente in virtù della sua saggezza e della sua moderazione. Óláfr, annettendo il Vestfold, divenne re di Vík e annunciò che avrebbe vendicato il fratello. Adottò Guðrøðr, figlio di Björn, che aveva quasi la stessa età di suo figlio Tryggvi.
Verso il 930 Harald I, ormai ottantenne ed infermo, sentendo avvicinarsi la sua ora, nominò ufficialmente Eiríkr Blódøx quale suo erede al trono di Norvegia. La decisione provocò malcontento sia nei figli che nella maggior parte del popolo che provava scarso amore per il futuro re a causa della sua arroganza e della sua violenza. Hálfdanr, contando sul supporto della gente del Trøndelag e probabilmente di Sigfrøðr, si rifiutò di riconoscere Eiríkr quale erede e di pagargli tributo; per rimarcare la sua decisione prese l'abitudine di sedere sul seggio più alto di Trondheim, normalmente riservato ai re di Norvegia. Poi morì durante un banchetto a Trondheim forse fatto avvelenare da Gunnhildr, moglie di Eírikr. Fu così che Sigfrøðr gli succedette quale unico re del Trøndelag. Óláfr colse l'occasione per imitare Hálfdanr e Sigfrøðr.
Sapendo che Eiríkr non avrebbe mai sopportato l'esistenza di due regni ribelli, Sigfrøðr prese accordi con Óláfr al fine di stabilire un'alleanza difensiva e la primavera successiva fu invitato dal fratellastro a Tønsberg. Eiríkr però non perse tempo e all'incirca nel 934, raccolta una potente flotta, salpò alla volta della città navigando giorno e notte tanto che la sua comparsa al largo di Tønsberg colse di sorpresa i due fratelli che furono costretti a ritirarsi verso nord-est. Decisi a resistere, schierarono le loro truppe sul pendio di una collina ma trovandosi in grande inferiorità numerica furono sconfitti e uccisi. Furono sepolti in due grandi tumuli che la tradizione vuole corrispondano a quelli presenti nel sito di sepoltura di Oseberghaugen, cinque chilometri a nord di Tønsberg. Secondo un'altra interpretazione la battaglia si sarebbe svolta presso la fattoria di Haugar, tre chilometri a nord est della città. Quel sito in seguito fu chiamato Haugarþing ed utilizzato per la proclamazione dei re di Norvegia ed oggi è occupato da palazzo Jarlsberg.

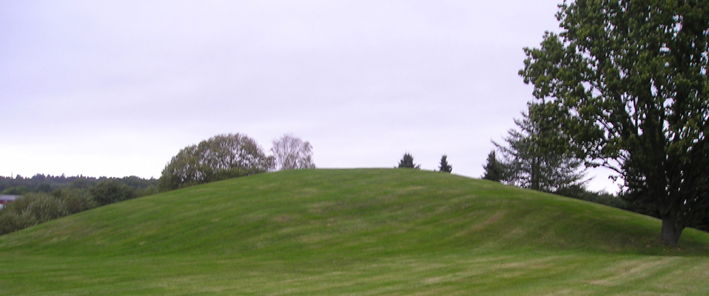
Oseberghaugen, considerato dalla tradizione il luogo di sepoltura di Óláfr

## Discendenza
Óláfr si sposò con una donna di cui non ci è pervenuto il nome ed ebbe un solo figlio, Tryggvi Óláfsson.